# Jan Chełmiński
Jan Władysław Chełmiński, né le 27 janvier 1851 à Brzustów et mort en 1925 à New York, est un peintre de bataille polonais naturalisé britannique en 1893.

## Biographie
Elève de Juliusz Kossak à Varsovie, il étudie ensuite à l'Académie des beaux-arts de Munich auprès de Sándor Wagner et Alexander Strähuber. Diplômé, il reste à Munich jusqu'en 1888, il emménage à Londres.
Il prend la nationalité britannique en 1893 et part pour New York en 1915.

## Galerie d'œuvres
Approche non exhaustive. 

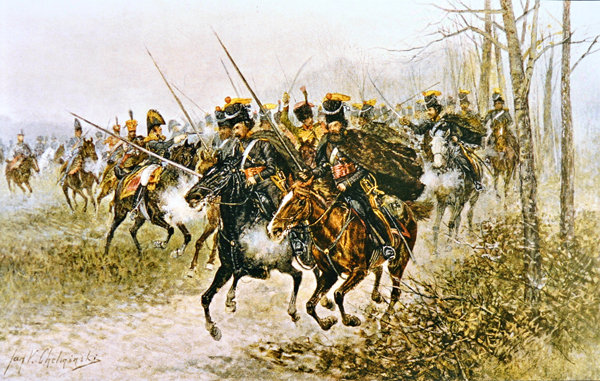
Combat de Gorodnia du 25 octobre 1812.
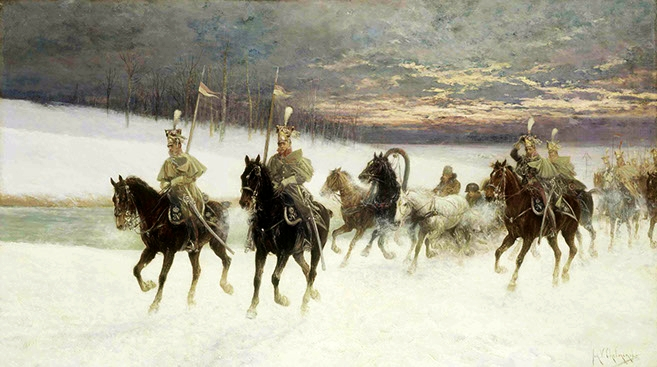
Le retour de Napoléon de Moscou (Musée polonais de Rapperswil).
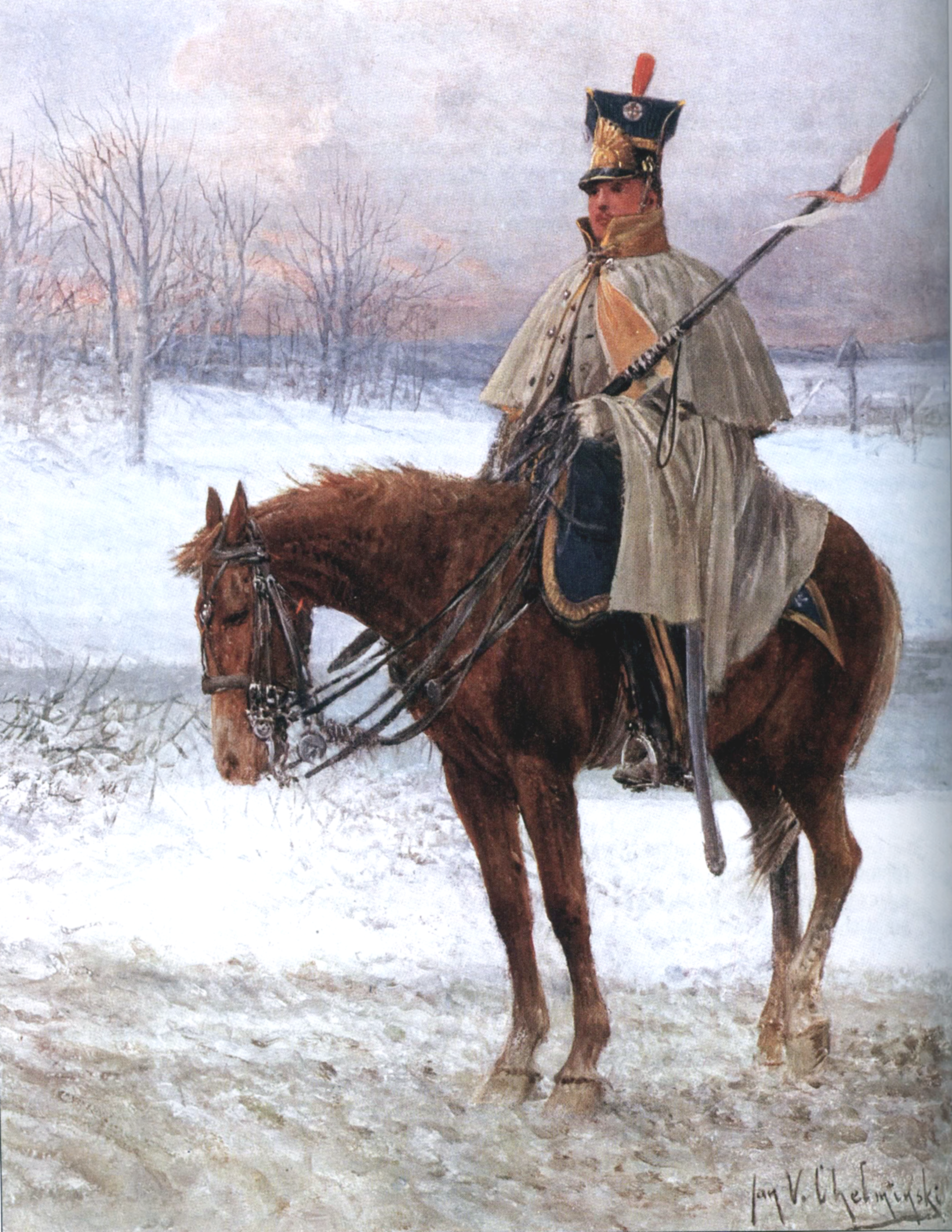
8e régiment de chevau-légers lanciers.
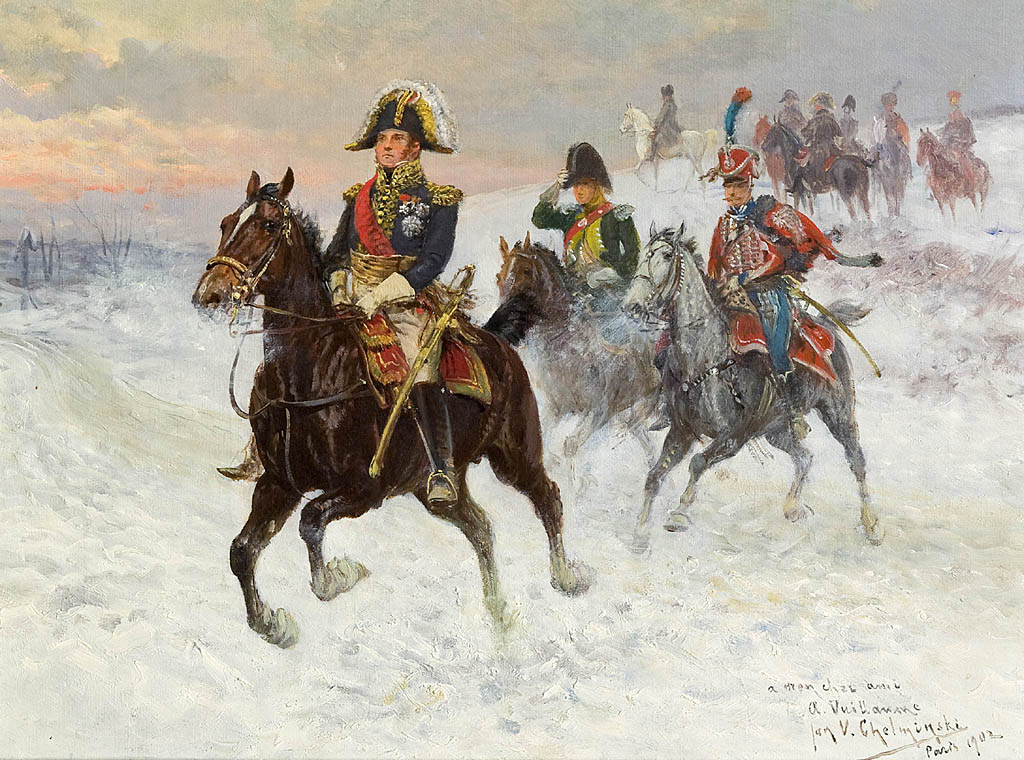
Le maréchal Ney et Napoléon pendant la campagne de Russie.
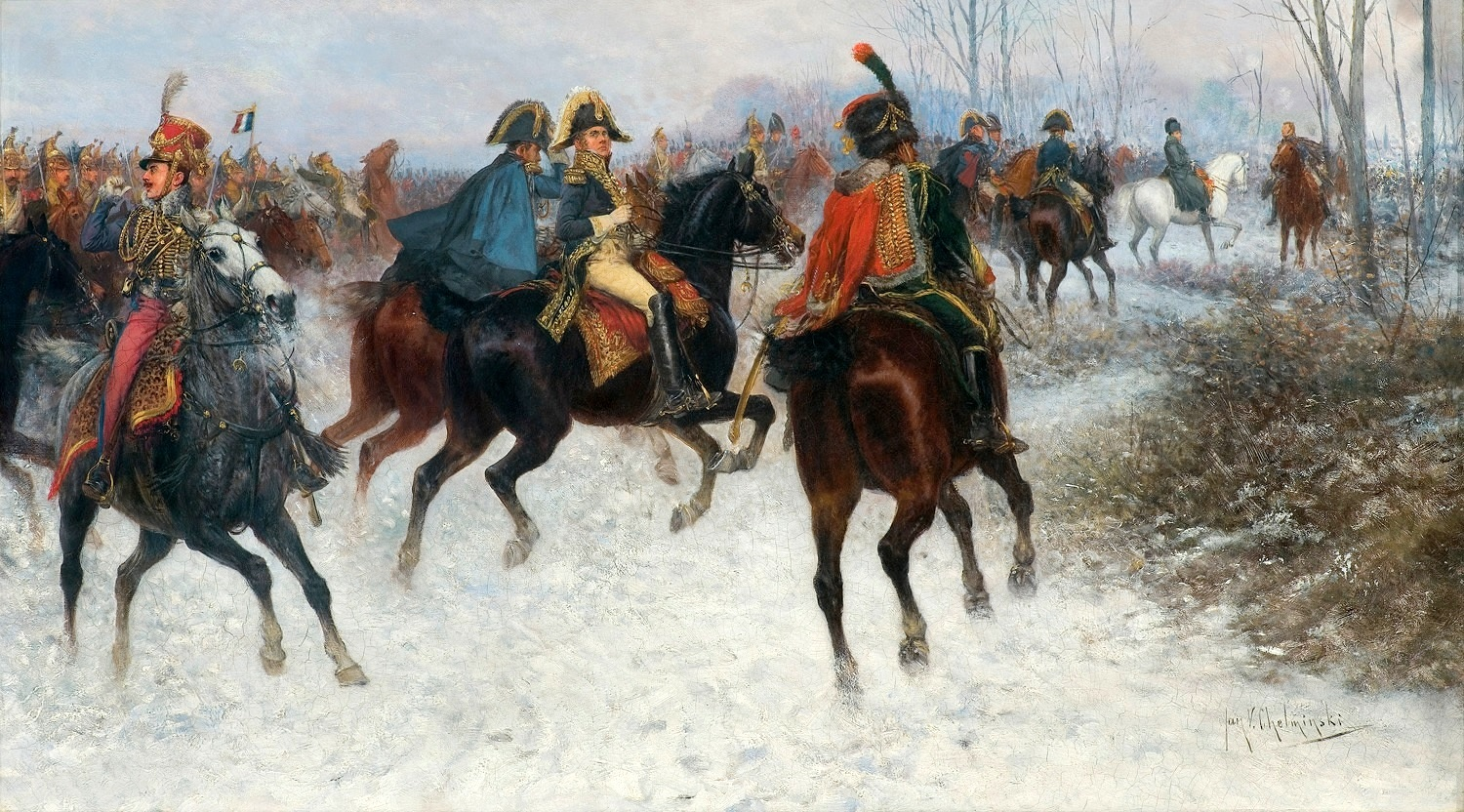
Bataille de Montmirail.
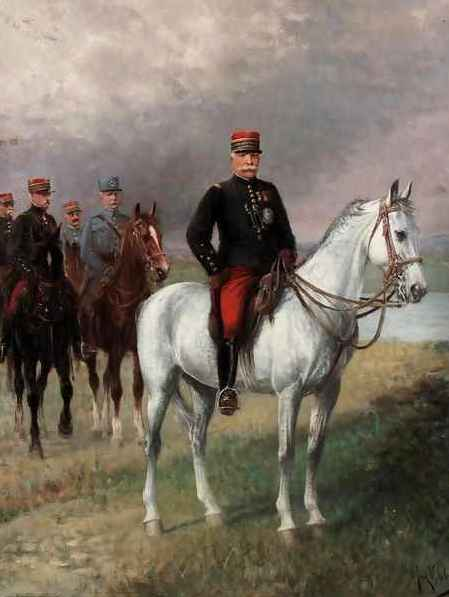
Joseph Joffre.